# 錫奧爾利亞河
49°55′26″N 25°19′29″E / 49.92389°N 25.32472°E
錫奧爾利亞河（羅馬化：Syorlia）是烏克蘭的河流，位於該國西部，屬於塞雷特利維河的左支流，發源自帕利科羅維以北，流經利沃夫州和捷爾諾波爾州，河道全長11公里。